# N.E.W.S
N.E.W.S es el vigesimosexto álbum de estudio del músico estadounidense Prince, publicado el 29 de julio de 2003 por el sello NPG Records. Es el segundo álbum instrumental de Prince, luego de Xpectation, y contiene cuatro canciones de 14 minutos de duración cada una. También es conocido por ser el álbum con menos ventas de Prince (30.000 en todo el mundo). Aun así, fue nominado al premio Grammy al mejor álbum de pop instrumental. 

## Lista de canciones
Todas las canciones compuestas por Prince.
1. "North" – 14:00
2. "East" – 14:00
3. "West" – 14:00
4. "South" – 14:00

## Créditos
- Prince – voz, instrumentos
- Eric Leeds – saxo
- John Blackwell – batería
- Renato Neto – piano
- Rhonda Smith – bajo